# Пасхалиду, Теодора
Теодора Пасхалиду (греч. Θεοδώρα Πασχαλίδου; род. 12 марта 1997 года, Полийирос, Греция) — греческая парадзюдоистка. Бронзовая призёрка летних Паралимпийских игр 2024 года в Париже.

## Биография
29 августа 2021 года приняла участие на летних Паралимпийских играх 2020 в Токио в весовой категории до 70 кг. В 1/8 финала проиграла японке Кадзусе Огаве, в утешительном раунде — мексиканке Ление Рувалькабе.
6 сентября 2024 года приняла участие на летних Паралимпийских играх 2024 в Париже в весовой категории до 70 кг (класс J1). В четвертьфинале победила итальянскую дзюдоистку Лаурию Матильде, в полуфинале проиграла бразильянке Бренде Созе. В схватке за третье место победила монгольскую дзюдоистку Туруунаа Лхайжав и завоевала бронзовую медаль игр.

## Спортивные результаты
| Год  | Турнир                          | Место проведения | Категория    | Место |
| ---- | ------------------------------- | ---------------- | ------------ | ----- |
| 2018 | Чемпионат мира                  | Одивелаш         | до 70 кг     | 12    |
| 2021 | Летние Паралимпийские игры 2020 | Токио            | до 70 кг     | 7     |
| 2022 | Чемпионат Европы                | Кальяри          | до 70 кг, J1 | 3     |
| 2022 | Чемпионат мира                  | Баку             | до 70 кг, J1 | 5     |
| 2023 | Чемпионат Европы                | Роттердам        | до 70 кг, J1 | 1     |
| 2024 | Летние Паралимпийские игры 2024 | Париж            | до 70 кг, J1 | 3     |
| 2025 | Чемпионат мира                  | Астана           | до 70 кг, J1 | 2     |